# Achaearanea maxima
Achaearanea maxima är en spindelart som först beskrevs av Eugen von Keyserling 1891.  Achaearanea maxima ingår i släktet Achaearanea och familjen klotspindlar. Inga underarter finns listade i Catalogue of Life.